# Asher Roth
Asher Paul Roth amerikai rapper, 1985. augusztus 11-én született Morrisville-ben, Pennsylvaniában. Szakmai pályafutása 2008. június 13-án indult be, amikor megjelent DJ Drama-val és Don Cannon-nal együtt készített The GreenHouse Effect Mixtape című lemezük. Az XXL magazin borítójára rákerült a Top 10 Freshmen: Hip-hop Class '09 kategóriájában. Többek között Kid Cudival, Bluval, Cory Gunz-val és Mickey Factz-vel. Debütáló albuma 2009. április 20-án jelent meg Asleep in the Bread Aisle címmel.

## Élete
Asher Roth Morrisville-ben nőtt fel, mintegy 20 mérföldnyire északkeletre Philadelphiától. Roth apja zsidó, anyja presbiteriánus skót származású, nevét az anyai nagyapja, Joseph Asher McConnell után kapta. A Pennsbury középiskolába járt.

## Fordítás
- Ez a szócikk részben vagy egészben  az   Asher_Roth című angol Wikipédia-szócikk fordításán alapul.  Az eredeti cikk szerkesztőit annak laptörténete sorolja fel. Ez a jelzés csupán a megfogalmazás eredetét és a szerzői jogokat jelzi, nem szolgál a cikkben szereplő információk forrásmegjelöléseként.

## Külső hivatkozások
- Hivatalos honlap Archiválva 2009. július 21-i dátummal a Wayback Machine-ben